# Argotta
Argotta (c. 376 - 450) foi filha de Genobaldo, senhor dos francos (morto em 419). Casou-se com Faramundo.